# 圣巴尔多禄茂堂 (塞维利亚)
圣巴尔多禄茂堂（西班牙语：Iglesia de San Bartolomé）是一座罗马天主教堂区教堂，巴洛克建筑风格，供奉宗徒圣巴尔多禄茂，位于西班牙安达卢西亚塞维利亚老城区, 建于1780-1796年。其原址是一座古老的犹太会堂，所在的圣巴尔多禄茂区与毗邻的圣十字区，同为犹太人聚居的犹太区。大约1500年，在天主教双王下令驱逐犹太人之后，将已经存在的圣巴尔多禄茂堂区搬到了旧的犹太建筑内。 1779年，由于建筑物年久失修而拆除。1780年至1796年，建造了新教堂，于1800年至1806年间祝圣。

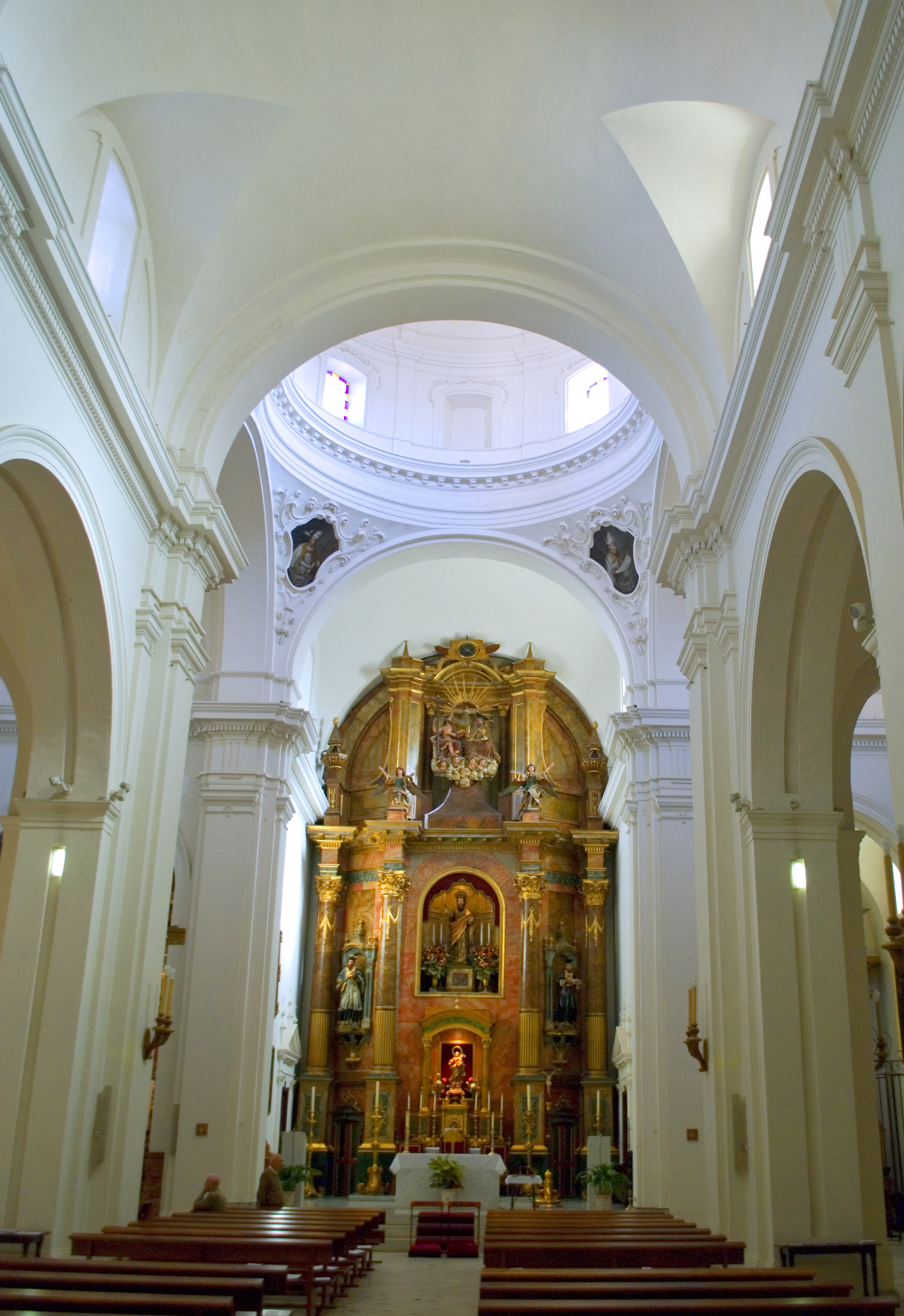